# Patara (pláž)
Patara (turecky Patara Plajı) je jednou z největších tureckých pláží. Nachází se v Lýkii poblíž města Patara na pobřeží Turecké riviéry.
Osmnáctikilometrová pláž je nejdelší ve svém regionu a dosahuje šířky 200 až 300 m. Má jemný písek a mělké moře. Je to jedno z míst, kde mořské želvy opouštějí svá vajíčka. Z tohoto důvodu je pláž chráněným místem. Její východní bod tvoří skalní ochoz s rozhledem přes skalnaté zátoky. Místo je oblíbenou kulisou pro filmaře.